# Benet Vigo Trulls
Benet Vigo Trulls   (Roses, 1918 - 2014) fou un pagès i posteriorment propietari en el ram de l'hosteleria. Figura rellevant en el món cooperatiu català per la seva prolífera activitat i dedicació. Soci fundador de quatre cooperatives, també destaca pel seu compromís amb el moviment cooperatiu pel seu anhel de difondre'l i promocionar-lo i per a ser un dels fundadors de la Fundació Roca Galès.

## Infància i joventut
Nasqué a Roses en el si d'una família que es dedicava a la pagesia, tal com ell mateix reconeixia, l'escola no el va atraure gaire. On realment va aprehendre Benet Vigo fou a la barberia de Ca Quimet Lloveras, on treballava, escoltant els debats i discussions sobre qüestions socials i polítiques que s'hi generaven; i gràcies als llibres de destacats anarquistes i sindicalistes - com els de Soledad Gustavo. Essent ja un adolescent, es declarà la guerra i, fruit de la força i l'empenta que li proporcionava la joventut, s'afilià a les Joventuts Llibertàries. A principis del 1937 decidí, juntament amb Benet Fornellas, fer-se voluntari i enrolar-se a l'exèrcit del poble d'amagat de la seva família. Es traslladà a Barcelona per entrar a l'escola preparatòria de la guerra; el pas per la ciutat comtal suposà l'obertura a un món que desconeixia, el de la gran ciutat i la industrialització.
La fi de la guerra li suposà un xoc brutal; així i tot, des de València aconseguí tornar a la seva Roses natal, des d'on sense haver pogut participar en cap combat, continuà sentint l'anhel de la millora social. Un cop a Roses, la seva implicació a les Joventuts Llibertàries li passà factura: juntament amb setze joves més, va ser detingut i aplicat un consell de guerra. Ni en aquest, ni en el consegüent judici celebrat el 7 de juny de 1937, no es trobaren indicis de culpabilitat; no obstant això, l'empresonaren fins al novembre del 1939, quan va ser destinat a un batalló de treballadors. Recuperà la llibertat el setembre de 1944, quan finalment, amb 24 anys tornà a la seva Roses natal essent un jove republicà, situat «en el bàndol perdedor, en el de la generació de l'assentiment i de callar per intentar sobreviure amb dignitat. És en aquest punt (...) quan el rosinc se li desvetlla l'essència del cooperativisme»

## Vigo i el cooperativisme
Segons el mateix Benet Vigo, apostà per entrar al món cooperatiu a causa de dos contexts viscuts: la guerra i la postguerra. «El fenomen de la guerra va ser l'experiència d'haver viscut una realitat: les col·lectivitats agràries del front». En canvi, el segon va ser multivariat: per una banda, la lectura de la revista El cultivador moderno; per una altra, l'ús de DTT per salvar les vinyes del cuc del raïm. Aquest fet l'ajudà a entrar en contacte amb altres agricultors de la zona i, segons Vigo, «contactes que serien del tot beneficiosos per iniciar el cooperativisme agrari a Roses».
La relació de Benet Vigo amb el moviment cooperatiu té un doble vessant, per una banda, la participació en la creació de diverses cooperatives; i per l'altra, la seva participació des d'un àmbit més teòric i doctrinal. Al llarg de la seva llarga trajectòria cooperativista, Vigo fou membre fundador de: 

### La Bodega, la cooperativa agrícola
Nasqué fruit de la necessitat d'autogestió i control dels mateixos interessos dels socis fundadors. Per a poder constituir aquesta empresa, l'any 1950, seguint el consell de l'alcalde de Roses Antoni Serra Comas, els socis fundadors de la futura cooperativa es presentaren a les eleccions de la Hermandad local de pagesos, i guanyaren. D'aquesta manera, a poc a poc, els cooperativistes anaren prenent llocs rellevants en la Hermandad local i, tot i que els primers temps foren difícils, la dinàmica cooperativa va anar arrelant fins al punt que influencià en el canvi de tarannà dins dels mateixos organismes cooperatius de la dictadura.

### El centre escolar Empordà, la cooperativa d'ensenyament
Tal com recull el testimoni de Josep Rafecas: «l'afany per recuperar les llibertats i la nostra personalitat nacional es conjuminaren en un procés de creació d'un tipus d'escola que respongués a aquestes necessitats i això ens portà a descobrir la cooperativa com una garantia de marc jurídic que assegurava pels seus principis filosòfics (...) l'absència de manipulació per interessos aliens al seu propi objectiu que no era un altre que el respecte per als alumnes». Així doncs, la cooperativa nasqué, en part, per aquests principis exposats anteriorment, als quals caldria afegir la idea que tenien alguns dels seus promotors: que la cooperació era un ferm bastió social per reestructurar la societat.

### PROTUR: Promocions Turístiques, la cooperativa de serveis
Constituïda per empresaris del sector de l'hostaleria, tingué com a propòsit principal comprar, vendre i promocionar el turisme; a més de representar el sector davant de l'administració.

### La Societat Cooperativa Dr. Agustí Pi i Sunyer, la cooperativa de serveis sanitaris
Es tracta de l'obra i implicació per antonomàsia de Benet Vigo en el món cooperatiu. Aquesta cooperativa d'assistència sanitària, adreçada a la gent gran, tenia com a principals objectius: la prevenció de malalties, l'assistència i cura dels seus usuaris i la protecció econòmica davant de les necessitats mèdiques.
Des del vessant més teòric i doctrinal, Vigo el realitzà com a patró de la Fundació Roca Galès. Tal com indica el seu biògraf, la implicació activa en el moviment cooperatiu es pot resumir en tres grans àmbits: 

### Dinamització i impuls cooperatiu
Foren moltes les activitats i propostes dutes a terme per a Benet Vigo per tal d'enfortir, promocionar i impulsar el cooperativisme; però «la seva incidència ha tingut punts d'atenció permanents: la idea obsessiva d'ampliar la xarxa de residències de la tercera edat i la de formar cooperadors, seguint el concepte dels principis de Rochdale: cal educar en la cooperació, sobretot aquells que no la coneixen».

### Representació internacional
Benet Vigo no exercí només com a "cònsol" del cooperativisme català als organismes internacionals com l'Aliança Cooperativa Internacional (ACI); sinó també com a filantrop i mecenes perquè hi poguessin assistir als congressos internacionals representants de la Fundació Roca Galès com a membres de ple dret, pagant les quotes pertinents i les despeses dels viatges. Gràcies a això i a la seva infatigable militància al moviment cooperatiu, Vigo assistí des de congressos de l'ACI, congressos internacionals del CIRIEC i a nombroses jornades, assemblees i seminaris de caràcter europeista.

### Teorització cooperativa
Per tal de transmetre els seus coneixements cooperatius i les experiències viscudes va escriure una gran quantitat d'articles, sobretot a la revista Cooperació Catalana i al diari Avui. Seguint la classificació proposada per Antoni Gavaldà, aquests es poden dividir en: origen de la seva ideologia cooperativista; la seva visió i experiència sobre esdeveniments concrets; i doctrina cooperativista, la qual versa sobretot a través de l'anàlisi de la legislació cooperativa, el cooperativisme agrícola i d'ensenyament i sobre l'assistència sanitària i la salut.